# Drosophila pittieri
Drosophila pittieri är en tvåvingeart som beskrevs av Bachli och Vilela 2002. Drosophila pittieri ingår i släktet Drosophila och familjen daggflugor.
Artens utbredningsområde är Venezuela.